# Промышленная вода
Промышленная вода — природный высококонцентрированный водный раствор различных элементов. Например: растворы нитратов, сульфатов, карбонатов, рассолы щелочных галлоидов. Промышленная вода содержит компоненты, состав и ресурсы которых достаточно для извлечения этих компонентов в промышленных масштабах. Из промышленных вод возможно получение металлов, соответствующих солей, а также микроэлементов. 
Иногда промышленными водами неправильно называют воды, предназначенные для применения в промышленности (например, в паровых котлах электростанций) 
Промышленные воды могут быть представлены:
- Межкристальной (донной) рапой в соляных озёрах, которая характеризуется постоянным составом и не зависит от климатических и других условий;
- Борной водой, содержащей 300-500 мг/л бора;
- Бромной водой, содержащей свыше 250 мг/л брома;
- Йодной водой, содержащей свыше 15 мг/л йода;
- Промышленными водами, содержащими барий, радий, стронций, молибден, золото, серебро, уран, рений и другие микроэлементы
- Растворами, получаемыми на рассолепромыслах
- Нефтяная вода, сопровождающая нефть и газ
- Сбросная вода горно-обогатительных и химико-металлургических предприятий

При переработке промышленных вод используются различные методы:
- Упаривание;
- Кристаллизация;
- Химическое осаждение;
- Сорбция на ионнообменных смолах;
- Экстракция органическими экстрагентами
- Электрохимические методы